# Shin'yō (1943)
Para las lanchas suicidas, véase Shin'yō (震洋).
El Shin'yō (神鷹 halcón divino?) fue un portaaviones que sirvió en la Armada Imperial Japonesa durante la Segunda Guerra Mundial. 

## Historia
Botado inicialmente como el transporte civil de nacionalidad alemana Scharnhorst, el gobierno japonés lo tenía internado en Kōbe desde el inicio de la guerra. Posteriormente lo compró al gobierno alemán, con vistas a emplearlo como transporte de tropas, pero tras la batalla de Midway, se decidió convertirlo en un portaaviones de escolta que sirviera para entrenar nuevos pilotos navales.
El 30 de junio de 1942 es trasladado a los astilleros de Kure para su transformación en portaaviones, que se inicia el 21 de septiembre, justo tras dejar el dique seco el nuevo portaaviones Chūyō, conversión del buque de pasajeros Nitta Maru. Para la reconstrucción se emplea el acero del cuarto acorazado de la clase Yamato, que había sido cancelado al 30 % de su construcción. El 15 de noviembre de 1943 concluye la conversión, siendo rebautizado como Shin'yō. Toma el mando el capitán Ishii Shizue.
El 17 de noviembre de 1944 fue alcanzado por cuatro torpedos lanzados por el submarino estadounidense USS Spadefish. La poca protección del portaaviones hizo que los daños fuesen catastróficos, deteniéndose las máquinas de inmediato y desatándose incendios por los hangares. El hundimiento fue rápido, y hubo menos de 200 supervivientes.